# Bertone Jaguar B99
La Bertone Jaguar B99, conosciuta anche solo come Jaguar B99, è una concept car progettata e sviluppata dalla Jaguar, in collaborazione con la Bertone. Fu presentata per la prima volta nel Salone dell'automobile di Ginevra nel 2011.
Della B99 furono costruiti 3 esemplari più una in versione gran turismo denominata B99 GT.

## B99

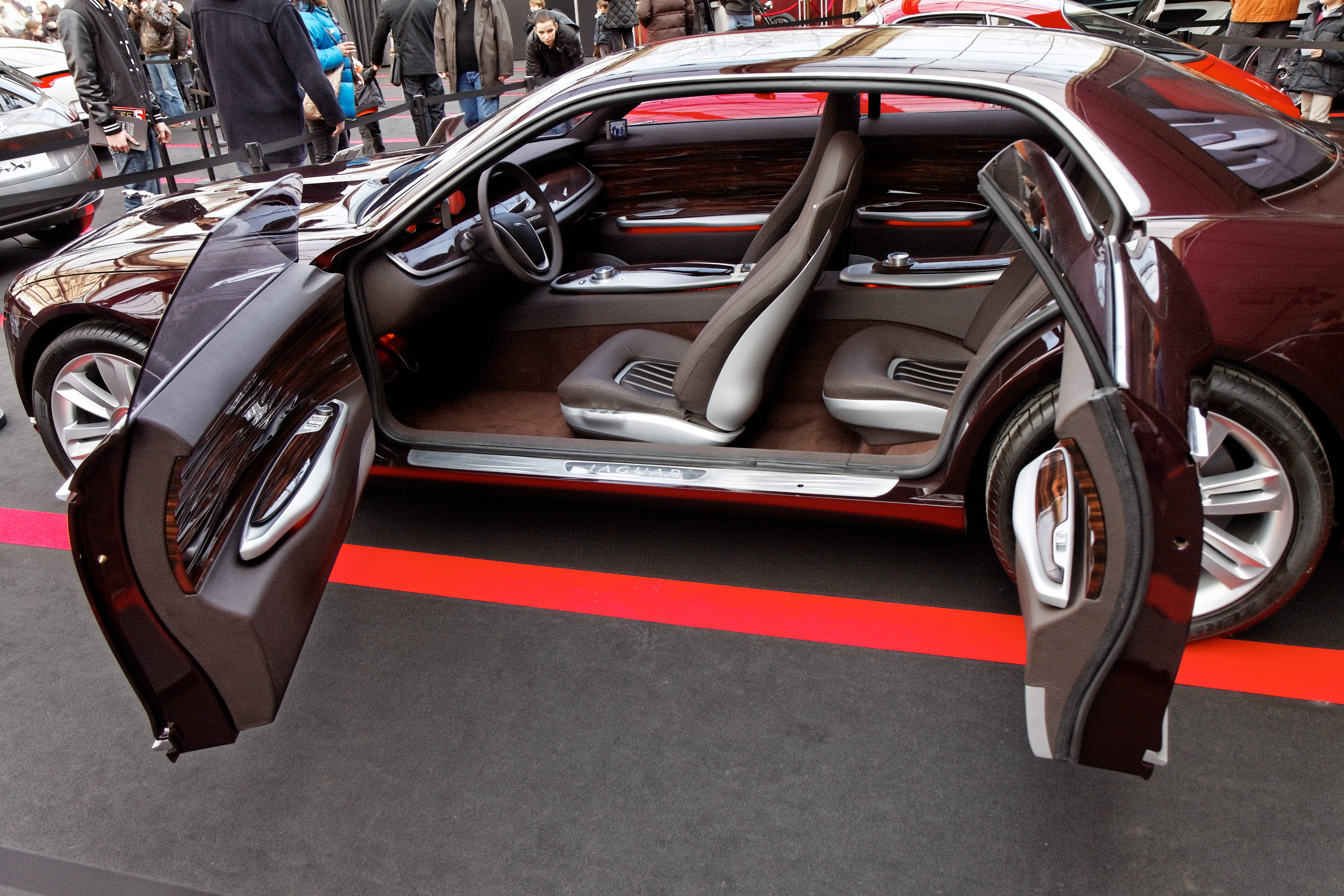
Interni

La B99 è una berlina a quattro porte con apertura ad armadio, con quattro posti realizzati con pannelli d'alluminio. Gli interni sono stati inoltre realizzati con due diverse tonalità di pelle e con delle rifiniture d'alluminio e legno laccato.
La vettura è un'ibrida dotata di due motori elettrici ognuno da 204 CV e da uno a scoppio da 1,4 litri con 170 CV di potenza alimentato a gas, conferendole una potenza massima di 570 CV. Le emissioni medie in modalità ibrida di CO2 si aggirano intorno ai 30 g/km. La B99 ha un'autonomia di 
Nel nome B99 la B sta per Bertone e il numero 99 indica il 99º anniversario della casa automobilistica italiana.

## B99 GT
La B99 GT è la versione gran turismo della B99 originale. È più larga di 2,5 cm, ma è più bassa di 5 cm ed è dotata di un roll-bar.
La macchina ha due motori (sempre elettrici) in più rispetto alla B99 e può raggiungere una potenza massima di 980 CV.